# 金沢市立浅野川小学校
金沢市立浅野川小学校（かなざわしりつ あさのがわしょうがっこう、英語: Kanazawa Municipal Asanogawa Elementary School）は、石川県金沢市須崎町に所在する公立小学校。1983年（昭和58年）に設立された際の校名は、学校の東側最寄りを南北に流れる浅野川にちなむ。

## 沿革
《主要な出典：》

### 金沢市立潟津小学校（前身校）
- 1875年（明治08年）5月1日 - 石川郡潟津村北間尋常小学校として創立。
- 1912年（明治45年）6月 - 潟津尋常小学校に改称。
- 1922年（大正11年）4月1日 - 潟津尋常高等小学校に改称[4]。
- 1935年（昭和10年）12月16日 - 潟津村の金沢市編入に伴い、金沢市潟津尋常高等小学校と改称。
- 1941年（昭和16年）4月1日 - 国民学校令施行に伴い、金沢市潟津国民学校と改称。
- 1947年（昭和22年）4月1日 - 学制改革により、金沢市立潟津小学校と改称。
- 1975年（昭和50年）7月2日 - 創立100周年記念式挙行。
- 1976年（昭和51年）3月 - 潟津小学校校舎改築期成同盟会発足。
- 1982年（昭和57年）7月 - 新校舎建設工事開始。

### 金沢市立浅野川小学校
- 1983年（昭和58年）
  - 4月1日 - 諸江町小学校の児童数急増のため[5]同校の通学区域から弓取町、三ツ屋町、三口町を分割して編入するとともに、金沢市立浅野川小学校創立[注釈 1]。
  - 10月1日 - 新校舎竣工式挙行。
- 2014年（平成26年）4月1日  - 3学期制に移行[6]。

## 服装
- 平常時は標準服の着用が義務付けられている。但し、私服登校が可能な時もある。[要出典]

## 学区
大河端町、大河端西1丁目、大河端西2丁目、須崎町、蚊爪町、北間町、湊2丁目（1番地～88番地に限る）、かたつ、三口町、三ツ屋町、弓取町

## 進学先中学校
- 金沢市立浅野川中学校[9]

## 周辺
商業関係
- フレンドマート平和堂
- ジーユー
- 事務キチ
- V・ドラッグ
- クスリのアオキ大河端店